# MV Agusta 150 Quattro Tempi

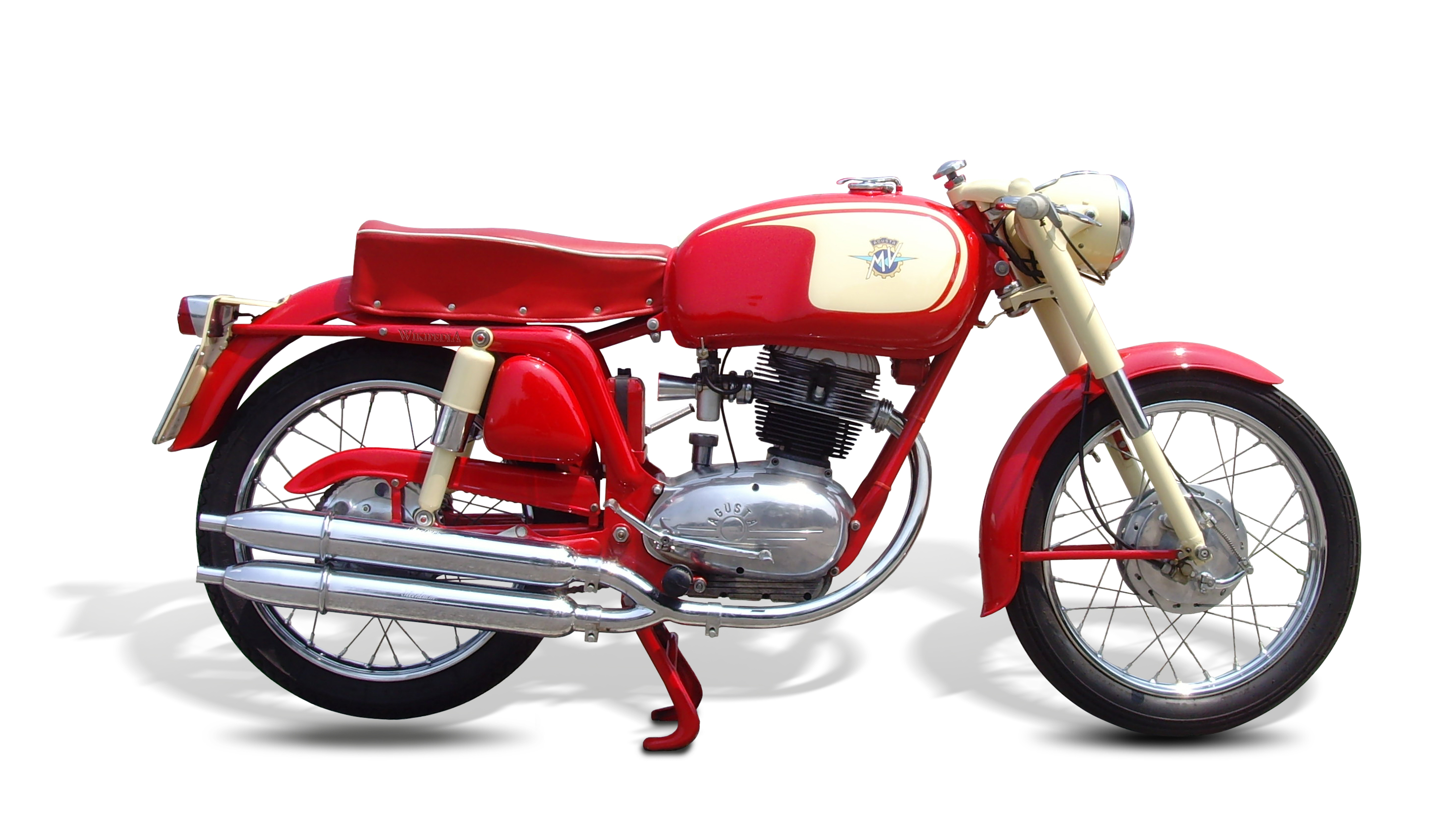
Eine MV Agusta 150 Quattro Tempi, hier in der Version Rapido Sport der frühen Serie (bis 1963)

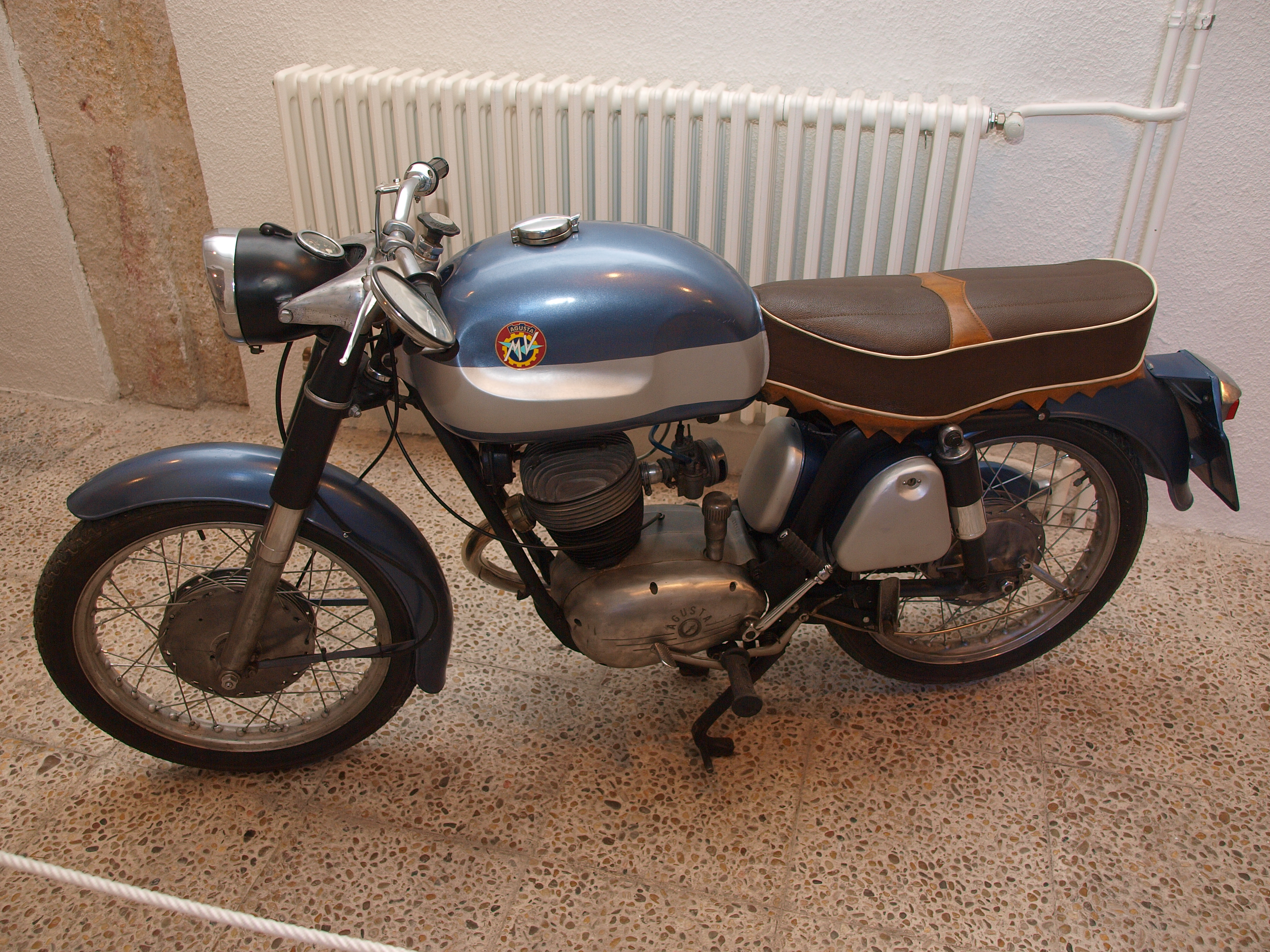
MV Agusta 150 Gran Turismo (1965)

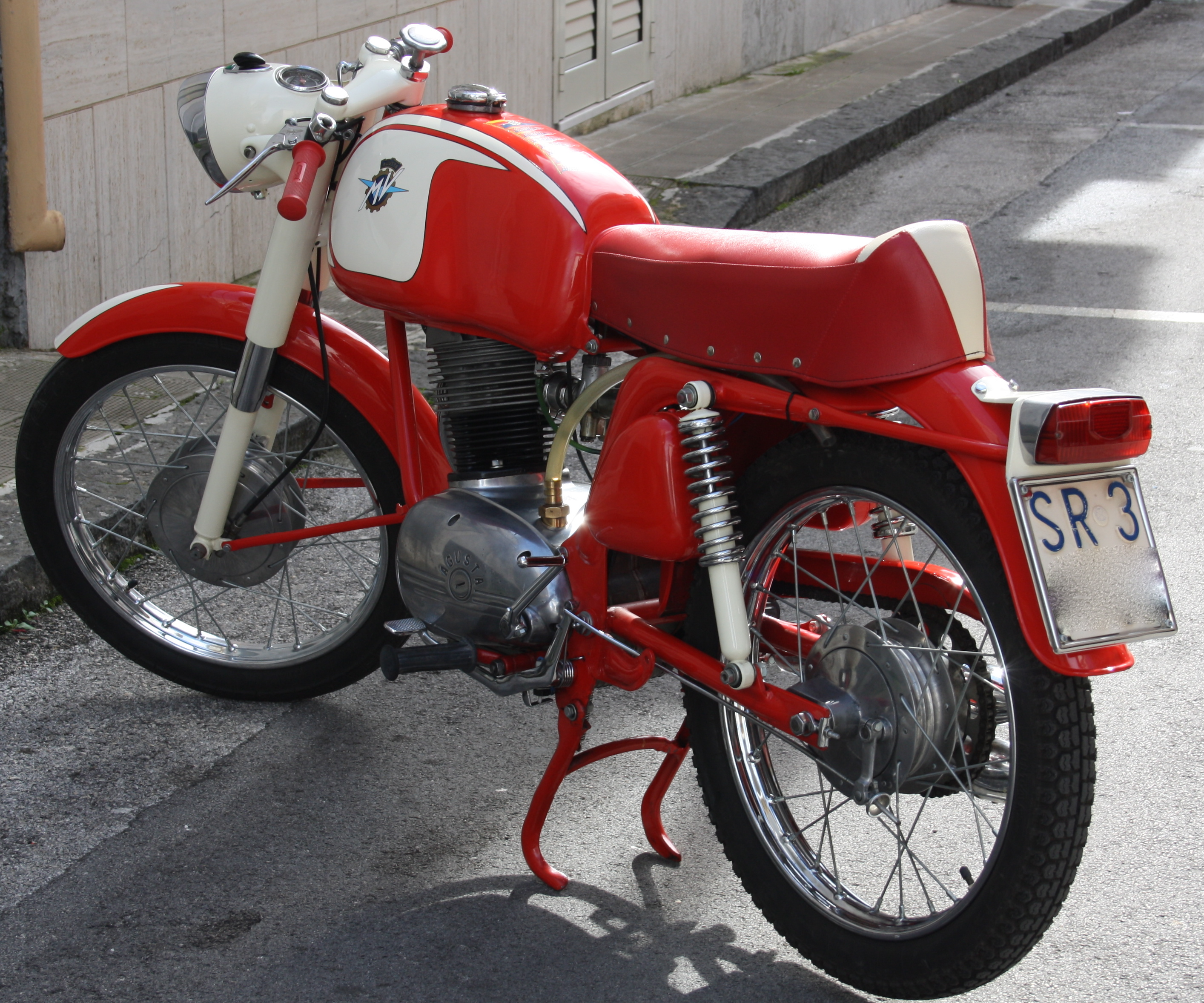
Spätere Version der Rapido Sport mit offener Hinterradfeder und integriertem Dämpfer

MV Agusta 150 Quattro Tempi (italienisch für Vier Takte) war eine Motorrad-Modellreihe des italienischen Fahrzeugbauers MV Agusta, die von 1959 bis 1970 im damaligen Werk in Samarate produziert wurde. Vier verschiedene Modelle mit einer Gesamtstückzahl von über 9800 Maschinen wurden gebaut. Mit elf Jahren blieb die Serie verhältnismäßig lange in Produktion und war ein finanzieller Erfolg für den Hersteller.

## Hintergrund
Als 1951 die Zulassungsfreiheit für Motorräder bis 125 cm³ aufgehoben wurde, kamen Zweitakt-Maschinen mit 150 cm³ in Mode.
1959 gab es eine neuerliche Änderung der Straßenverkehrsordnung Nuovo codice della strada, die Motorrädern bis 150 cm³ die Benutzung der „Autostrada“ (Autobahn) verbot. MV Agusta reagierte darauf mit der 150,1 cm³ starken Quattro-Tempi-Serie, die von dieser Beschränkung nicht betroffen war und gleichzeitig die Vorteile der immer beliebteren Viertakttechnik bot.

## Das Motorrad

### Allgemein
Genaugenommen war die 150 Quattro Tempi eine durch „Aufbohren“ hubraumvergrößerte Version der kurz vorher erschienenen MV Agusta 125 TREL, besser bekannt unter der Bezeichnung „Centomila“. Gemeinsam waren beiden der aus Rohr und Stahlblech-Pressteilen gefertigte Doppelschleifenrahmen, der Tank mit der Aussparung für den Zylinderkopf sowie die lange Sitzbank. Ein optisches Unterscheidungsmerkmal war die neue Auspuffanlage der 150er mit ihren doppelten, übereinanderliegenden, parallelgeschalteten Schalldämpfern. Der Motor für die neue 125 Centomila (ital. für 100.000), die diesen Namen wegen der versprochenen Zuverlässigkeit trug (MV versprach in der Werbung für diese Maschine eine entsprechende Kilometerleistung), war gründlich überarbeitet worden und hatte unter anderem eine verbesserte Schmierung, eine größere Ölwanne und einen Schleuderfilter. Außerdem war die Anzahl der Passstifte am Kurbelgehäuse erhöht worden, um Steifigkeit und Kompaktheit zu erhöhen. Für den Einsatz in der 150er Quattro-Tempi-Serie wurde der Hubraum lediglich von 123,6 cm³ auf 150,1 cm³ durch Aufbohren des Zylinders vergrößert.

### Modellübersicht

#### Gran Turismo
Die GT wurde 1960 eingeführt. Sie hatte einen einzelnen Auspufftopf, einen hochgezogenen Touren-Lenker und einen höher montierten Benzintank. Der Motor war mit einem kleineren 18-mm-Vergaser ausgestattet und leistete 8 PS bei 5700/min. Stückzahl: 3132.

#### Rapido Sport
Das Modell RS hatte bis 1963 hinten abgedeckte Dämpfer und einen Tankdeckel, der sich zur Seite schwenkend öffnete, danach wurden Dämpfer mit offenen Federn und ein nach oben wegklappender Tankdeckel eingebaut. Ab 1966 wurde ein neues 5-Gang-Getriebe eingeführt und die Farbgebung auf einen silbernen Rahmen mit rotem Tank geändert. Stückzahl: 6515.

#### Rapido Sport America
Die RSA war mit einem hohen Lenker, Sturzbügel und zusätzlichen Chromteilen ausgestattet und hatte ein geändertes Lackierungschema.

#### Rapido Sport-Super
Das Modell RS-S kam ganz zum Ende der Produktion auf den Markt und wurde bis 1973 verkauft. Es hatte einen neuen (längeren) Benzintank mit Tailierungen und einen einzelnen Schalldämpfer. Das Verdichtungsverhältnis wurde auf 9,7 : 1 erhöht und ein 22 mm Dell'Orto MB 22 B Vergaser eingebaut. Dadurch stieg die Leistung auf 12,5 PS (9,1 kW). Stückzahl: 215.
Die verschiedenen Modelle der Quattro Tempi kosteten anfangs je nach Ausführung zwischen 200.000 und 220.000 Lire, die Preise stiegen im Lauf der Jahre leicht an.

## Technische Daten
Anmerkung: Bei abweichenden Informationen im Internet wurden die Daten aus der vorliegenden Literatur eingesetzt.
| MV Agusta 150 Quattro Tempi GT / RS (1959–1965) | MV Agusta 150 Quattro Tempi GT / RS (1959–1965)               |
| Motor                                           | Motor                                                         |
| ----------------------------------------------- | ------------------------------------------------------------- |
| Bauart                                          | 1-Zylinder-Viertaktmotor; luftgekühlt                         |
| Hubraum                                         | 150,1 cm³                                                     |
| Bohrung und Hub                                 | 59,5 × 54 mm                                                  |
| Verdichtung                                     | 8,1 : 1 bzw. 8,5 : 1                                          |
| Zylinderkopf                                    | Leichtmetall                                                  |
| Zylinder                                        | Grauguss                                                      |
| Vergaser                                        | Dell’Orto MA 18 B / MB 20 B                                   |
| Antrieb                                         |                                                               |
| Kupplung                                        | Ölbadlamellenkupplung                                         |
| Getriebe                                        | angeblockt, 4 Gänge                                           |
| Antrieb primär/sekundär                         | Zahnräder / Kette                                             |
| Elektrik                                        |                                                               |
| Zündung                                         | Schwungradmagnetzündung                                       |
| Spannung                                        | k. A.                                                         |
| Lichtmaschine                                   | k. A.                                                         |
| Leistung                                        |                                                               |
| Leistung                                        | 9 PS (6,6 kW) bei 6000/min – bzw. 10 PS (7,4 kW) bei 6400/min |
| Höchstgeschwindigkeit                           | 110 km/h – bzw. 115 km/h                                      |
| Rahmen und Maße                                 |                                                               |
| Rahmen                                          | Rohr und Stahlblech, offene Doppelschleife                    |
| Radstand                                        | 1300 mm                                                       |
| Länge                                           | k. A.                                                         |
| Breite                                          | k. A.                                                         |
| Tankinhalt                                      | 13 Liter                                                      |
| Inhalt Ölbehälter                               | 1,8 Liter                                                     |
| Gewicht                                         | 110 kg (trocken)                                              |
| Federung, Reifen und Bremsen                    |                                                               |
| Radaufhängung vorne                             | Teleskopgabel                                                 |
| Radaufhängung hinten                            | Schwinge, Ölstoßdämpfer                                       |
| Räder (vorne / hinten)                          | Stahlspeichen 2,50 × 18″                                      |
| Reifen (vorne / hinten)                         | 2,75 × 18″                                                    |
| Bremsen (vorne / hinten)                        | Trommel                                                       |

Quelle: